# آنارشیسم در ایالات متحده آمریکا
آنارشیسم در ایالات متحده یا آنارشیسم آمریکایی از اواسط قرن نوزدهم آغاز شد و با ورود به جنبش‌های کارگری آمریکا، با رشد یک جریان آنارکو کمونیسم و همچنین کسب شهرت برای تبلیغات خشن این عمل و تبلیغات مختلف اجتماعی در اوایل قرن ۲۰ تقریباً در اوج آنارشیسم فردگرایانه سپری شده بود. آنارکو کمونیسم و سایر جریانات آنارشیست اجتماعی به عنوان گرایش غالب آنارشیستی ظهور کردند.
در دوران پس از جنگ جهانی دوم، آنارشیسم از طریق تحولات جدیدی مانند آنارکو پاسفیسم، چپ جدید آمریکایی و ضد فرهنگ دهه ۱۹۶۰ دوباره نفوذ کرد. آنارشیسم معاصر در ایالات متحده تحت تأثیر و تحت تأثیر و جنبش آنارشیستی سراسر جهان از جمله تجدید تحولات در داخل و خارج شد پلتفرمیسم، آنارشیسم قیام، به جنبش‌های جدید اجتماعی (آنارکا-فمینیسم، آنارشیسم عجیب و غریب و آنارشیسم سبز) و دگر جهانی سازی جنبش در درون آنارشیسم معاصر، ضدسرمایه‌داری آنارشیسم کلاسیک برجسته مانده‌است.
در حدود قرن بیست و یکم، محبوبیت و نفوذ آنارشیسم به عنوان بخشی از جنبش‌های ضد جنگ، ضدسرمایه‌داری و ضد جهانی سازی افزایش یافت. آنارشیست‌ها به دلیل مشارکت در اعتراضات به جلسات سازمان تجارت جهانی، گروه هشت و مجمع جهانی اقتصاد مشهور شدند. برخی از جناح‌های آنارشیست در این اعتراضات دست به شورش، تخریب اموال و درگیری‌های خشونت‌آمیز با پلیس زدند. این اقدامات توسط کادرهای موقت، بدون رهبر و گمنام موسوم به بلوک‌های سیاه افزایش یافت. اگرچه سایر تاکتیک‌های سازمانی مسالمت‌آمیز که در این زمان پیشگام بودند شامل گروه‌های وابستگی، فرهنگ امنیتی و استفاده از فناوری‌های غیرمتمرکز مانند اینترنت است. یک اتفاق مهم این دوره اعتراضات ۱۹۹۹ سازمان تجارت جهانی سیاتل بود.

## تاریخچه

### اوایل آنارشیسم

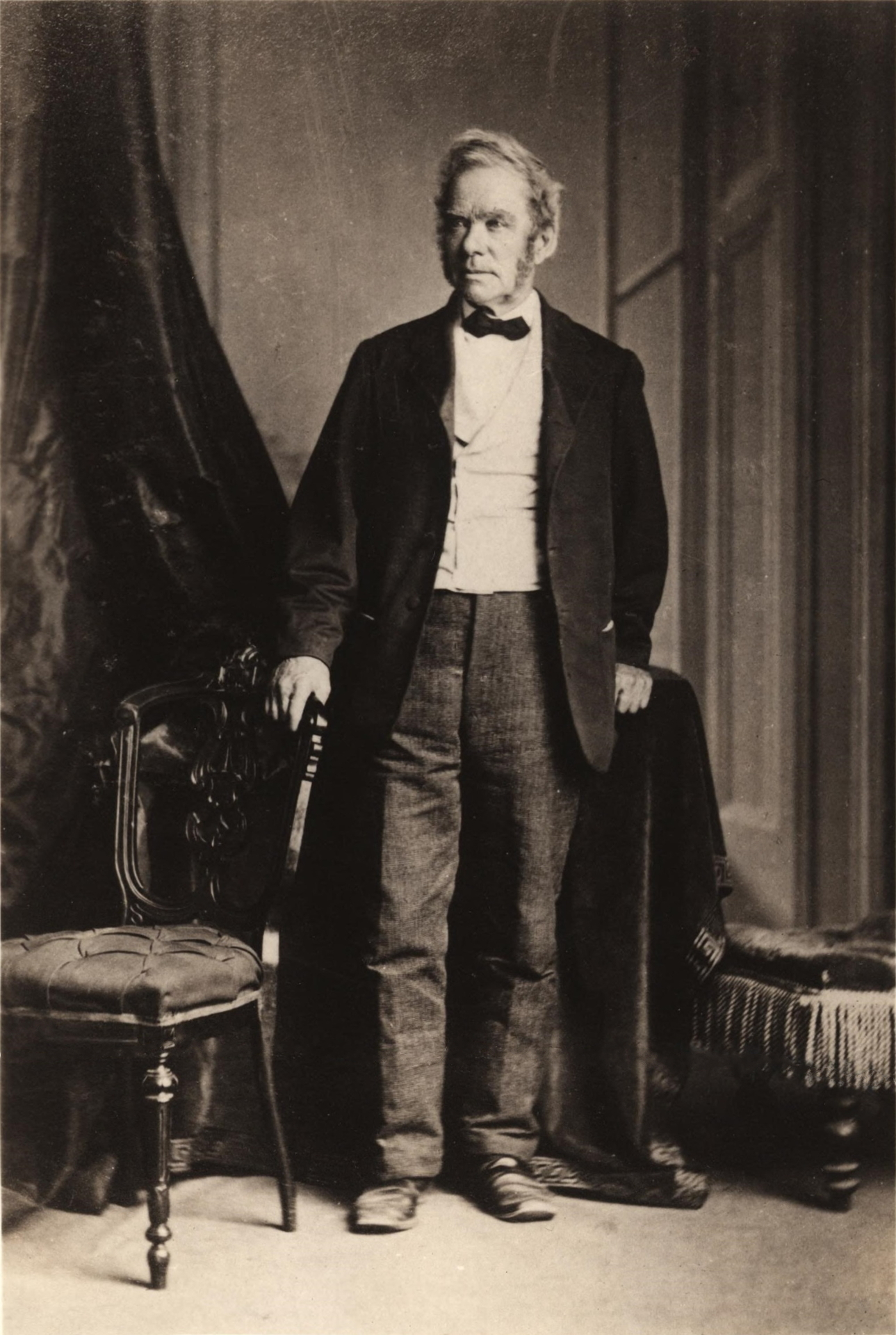
جوشیا وارن، آنارشیست، مخترع، موسیقی‌دان و نویسنده فردگرای فرد آمریکایی

از نظر یونیس مینت شوستر مورخ آنارشیست، آنارشیسم فردگرای آمریکایی بر انزوای فرد و حق او بر ابزارهای خود، ذهن، بدن و محصولات کارش تأکید می‌کند. از نظر هنرمندی که از این فلسفه استقبال می‌کند، آنارشیسم «زیبایی شناختی»، از نظر اصلاح‌طلبان، آنارشیسم اخلاقی، از آنارشیسم اقتصادی و مکانیک مستقل است. اولی به فلسفه مربوط و دومی با نمایش عملی می‌شود. آنارشیست اقتصادی به فکر ساختن جامعه ای بر اساس آنارشیسم است. از نظر اقتصادی او هیچ گونه آسیبی در مالکیت خصوصی آنچه که فرد با کار خود تولید می‌کند نمی‌بیند، بلکه فقط بسیار زیاد است و دیگر هیچ. نوع زیبایی شناختی و اخلاقی در استعلایی، انسان دوستی و رمانتیسم قسمت اول قرن نوزدهم، نوع اقتصادی در زندگی پیشگام غرب در همان دوره، اما پس از جنگ داخلی مطلوب‌تر است. به همین دلیل است که گفته شده‌است برای درک آنارشیسم فردگرایانه آمریکایی باید زمینه اجتماعی ایده‌های آنها، یعنی تبدیل آمریکا از جامعه‌ای قبل از سرمایه‌داری به جامعه سرمایه‌داری، ماهیت غیر سرمایه‌داری اوایل ایالات متحده را می‌توان از سلطه اولیه اشتغال به خود (تولید صنعتگران و دهقانان) مشاهده کرد. در ابتدای قرن نوزدهم، حدود ۸۰٪ از جمعیت مرد (غیر برده) شاغل، خود اشتغالی داشتند. اکثریت عظیم آمریکایی‌ها در این مدت کشاورزانی بودند که در سرزمین خود کار می‌کردند، در درجه اول برای نیازهای خودشان و بنابراین آنارشیسم فردگرایانه به وضوح نوعی سوسیالیسم صنعتگری است در حالی که آنارشیسم کمونیستی و آنارکو سندیکالیسم اشکال صنعتی (یا پرولتری) سوسیالیسم هستند.
وندی مک الروی مورخ گزارش داد که آنارشیسم فردگرایانه آمریکایی از سه متفکر اروپایی تأثیر مهمی گرفت. به گفته مک‌الروی، و مهم‌ترین این تأثیرات فیلسوف سیاسی فرانسوی پیر ژوزف پرودون بود، که کلمات آزادی دختر نیست بلکه مادر نظم است به عنوان یک شعار روی سر لیبرتی ظاهر شد، انتشار آنارشیستی فردگرا و تأثیرگذار از بنجامین تاکر. مک الروی همچنین اظهار داشت که هیچ نفوذ عمده خارجی فیلسوف آلمانی ماکس اشتیرنر نبود. سومین متفکر خارجی با تأثیر فراوان، فیلسوف انگلیسی هربرت اسپنسر بود. از دیگر تأثیراتی که می‌توان در نظر گرفت، آنارشیسم ویلیام گادوین است که بر برخی از اینها تأثیر ایدئولوژیکی اعمال کرد. اوون پس از موفقیت در فعالیت خود در انگیس، طی سال ۱۸۲۵ یک جامعه تعاونی در ایالات متحده در نو هارمونی، ایندیانا ایجاد کرد. یوشیا وارن یکی از اعضای این کمون بود که به عنوان اولین آنارشیست فردگرا شناخته شد. انقلابیون صلح طلب، مقاله چهار صفحه ای هفتگی وارن که در طی سال ۱۸۳۳ ویرایش شد، اولین نشریه آنارشیستی بود که منتشر شد، بنگاه اقتصادی که چاپخانه خود را برای آن ساخت، نوع خودش را ریخت و صفحه چاپ خود را ساخت. پس از شکست هارمونی نو، وارن وفاداری ایدئولوژیک خود را از سوسیالیسم به آنارشیسم تغییر داد، آنارشیست پیتر ساباتینی توصیف کرد "هیچ جهشی بزرگ نیست، با توجه به اینکه سوسیالیسم اوون بر آنارشیسم گادوین پیش بینی شده بود. از دیگر تأثیراتی که می‌توان در نظر گرفت، آنارشیسم ویلیام گادوین است که بر برخی از اینها تأثیر ایدئولوژیکی اعمال کرد.
ظهور و رشد آنارشیسم در ایالات متحده در دهه‌های ۱۸۲۰ و ۱۸۳۰ دارای همانندی نزدیک به ظهور و رشد همزمان الغاگرایی است زیرا کسی بیش از یک برده به آنارشیسم نیاز نداشت. وارن عبارت هزینه محدود قیمت را اصطلاح کرد، و هزینه در اینجا اشاره به قیمت پولی پرداخت نشده بلکه کارگری است که برای تولید یک کالا انجام می‌شود. بنابراین، سیستمی را برای پرداخت به افراد دارای گواهینامه پیشنهاد کرد که نشان می‌دهد چند ساعت کار آنها انجام شده‌است. آنها می‌توانستند یادداشت‌ها را در فروشگاه‌های محلی به جای کالاهایی که زمان تولید آنها به همان مقدار زمان می‌برد، مبادله کنند. وی با تأسیس آزمایشگاه نیروی کار برای فروشگاه کار"به نام فروشگاه زمان سینسیناتی، تئوری‌های خود را در معرض آزمون قرار داد، جایی که تجارت با یادداشت‌های با قول انجام کار آسان می‌شد. فروشگاه موفق ظاهر شد و سه سال فعالیت کرد و پس از آن تعطیل شد تا وارن بتواند مستعمرات مبتنی بر دوجانبه را دنبال کند. اینها شامل مدینه فاضله و مدرن تایمز بود. وارن گفت که علم جامعه از استفان پرل اندروز، که در سال ۱۸۵۲ منتشر شد، شفاف‌ترین و کامل‌ترین توضیح نظریه‌های خود وارن بود. خاویر دیز، مورخ کاتالان گزارش داد که آزمایشات مشترک عمدی که توسط وارن آغاز شد، در آنارشیست‌های فردگرا فرد اروپا در اواخر قرن ۱۹ و اوایل قرن ۲۰ مانند امیل آرمند و جوامع عمدی که توسط آنها آغاز شده بود، تأثیرگذار بود.

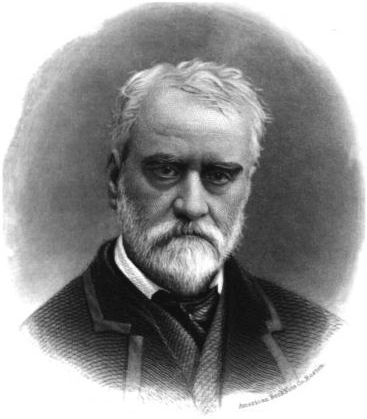
ویلیام باتچلدر گرین

هنری دیوید تورو تأثیر اولیه مهمی در تفکر آنارشیستی فردگرا در ایالات متحده و اروپا داشت. تورو نویسنده، شاعر، طبیعت‌شناس، مقاومت در برابر مالیات، منتقد توسعه، نقشه‌بردار، مورخ، فیلسوف و استعلای برجسته آمریکایی بود. نافرمانی مدنی مقاله ای از ثورو است که اولین بار در سال ۱۸۴۹ منتشر شد. این استدلال این است که مردم نباید به دولتها اجازه دهند که وجدان خود را زیر پا بگذارند یا زیر پا بگذارند، و مردم وظیفه دارند از اجازه چنین مصالحه ای جلوگیری کنند تا دولت بتواند آنها را مأمور بی عدالتی قرار دهد. انگیزه تورو تا حدی ناشی از انزجار از بردگی و جنگ مکزیک و آمریکا بود. این از طریق حمایت از مقاومت بدون خشونت، بر مهاتما گاندی، مارتین لوتر کینگ جونیور، مارتین بوبر و لئو تولستوی تأثیر می‌گذارد. همچنین این ماده اصلی‌ترین نمونه آنارکوپسیفیسم است. آنارشیسم عمدتاً در نوشته‌های آنارشیست فردوسیست و استعلایی گرای تورو دیدگاه اکولوژیکی داشت. او در کتاب خود والدن، او طرفدار زندگی ساده و خودکفایی در میان محیط طبیعی در مقاومت به پیشرفت تمدن صنعتی: بسیاری از در یک تورو از منادیان و دیده بدویگرایی آنارشیستی امروز در نشان جان زرزن. از نظر جورج وودکاک، این نگرش می‌تواند ناشی از ایده خاصی در مورد مقاومت در برابر پیشرفت و رد مادی گرایی فزاینده ای باشد که ماهیت جامعه آمریکا در اواسط قرن نوزدهم است ". زرزان خود متن "سفرهای مسافرتی" (۱۸۶۳) توسط تورو را در مجموعه ویرایش شده نوشته‌های ضد تمدن خود به نام علیه تمدن: قرائت‌ها و تأملات سال ۱۹۹۹ گنجانده‌است. والدن تورو را در جریان سبز آنارشیست آنارشیست فردگرایانه آنارکو-طبیعت‌گرایی تأثیرگذار کرد.

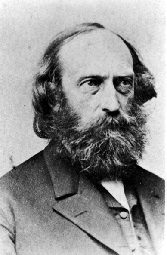
استفان پرل اندروز

از نظر یونیس مینت شوستر، مورخ آنارشیست آمریکایی آشکار استکه آنارشیسم پرودونی حداقل در اوایل سال ۱۸۴۸ در ایالات متحده یافت می‌شد و از تمایل آن به آنارشیسم فردگرا اطلاع نداشت. از جوزیا وارن و استیون پرل اندروز. ویلیام بی. گرین این متقابل پرودونی را در خالص‌ترین و منظم‌ترین شکل خود ارائه داد ". ویلیام باتچلدر گرین یک متقابل، آنارشیست فردگرا، وزیر وحدت طلب، سرباز و مروج بانکداری رایگان در قرن نوزدهم بود. گرین بیشتر به خاطر آثار بانکداری متقابل (۱۸۵۰) که یک سیستم بانکی بدون رِبا و Transcendentalism (انتقاد از مکتب فلسفی نیوانگلند) را پیشنهاد می‌کرد، مشهور است.
پس از سال ۱۸۵۰، گرین در اصلاحات کارگری فعال شد و به عنوان معاون رئیس حزب اصلاحات کار نیوانگلند انتخاب شد، اکثریت اعضای عضو طرح بانکداری متقابل پرودون و در سال ۱۸۶۹ به عنوان رئیس اتحادیه کارگران ماساچوست منسوب شد. وی سپس بخشهای سوسیالیستی، متقابل و مالی را منتشر کرد (۱۸۷۵). او متقابل را ترکیبی از آزادی و نظم می‌دانست. انجمن‌گرایی وی توسط فردگرایی بررسی می‌شود. به کار خود توجه کن، قضاوت نکن که مورد قضاوت قرار نخواهی گرفت. در مورد اموری که کاملاً شخصی است، به عنوان مثال رفتار اخلاقی، فرد حاکم است و همچنین بر آنچه خود تولید می‌کند حاکم است. به همین دلیل او خواستار متقابل در ازدواج است - حق برابر زن در آزادی شخصی و مالکیت خود.
استیون پرل اندروز یک آنارشیست فردگرا و از نزدیکان جوشیا وارن بود. اندروز قبلاً با جنبش فوریه گرایانه در ارتباط بود، اما پس از آشنایی با کار وارن به فردگرایی رادیکال روی آورد. وی مانند وارن اصل "حاکمیت فردی" را از اهمیت فوق‌العاده ای برخوردار بود. حکیم بیک، آنارشیست معاصر آمریکایی گزارش می‌دهد که "استیون پرل اندروز فورییریست نبود، اما او با اشتیاق کوتاه به دنبال فالانسترها در آمریکا زندگی می‌کرد و بسیاری از اصول و شیوه‌های فورییریست، سازنده جهان از کلام. وی الغای گرایی، عشق آزاد، جهانی گرایی معنوی، وارن و فوریه را در یک طرح بزرگ آرمانشهرانه که او آن را پانتارشی جهانی می‌نامید، مقارن کرد. او در تأسیس چندین جامعه عمدی، از جمله مدینه فاضله Brownstone در خیابان چهاردهم در نیویورک و Modern Times" در برنتوود، نیویورک، لانگ آیلند نقش مهمی داشت. دومی به معروف‌ترین کمون‌های فوریاریست مشهور شد (بروک مزرعه در ماساچوست و فالانکس آمریکای شمالی در نیوجرسی) در واقع، مدرن تایمز به خاطر عشق آزاد کاملاً مشهور شد و سرانجام تحت موج تبلیغات رسوائی بنیانگذاری شد. اندروز (و ویکتوریا وودهول) اعضای بخش بدنام ۱۲ بین‌الملل اول بودند که توسط مارکس به دلیل گرایش‌های آنارشیستی، فمینیستی و معنویت‌گرایی اخراج شدند.

### آنارشیسم فردگرای قرن نوزدهم

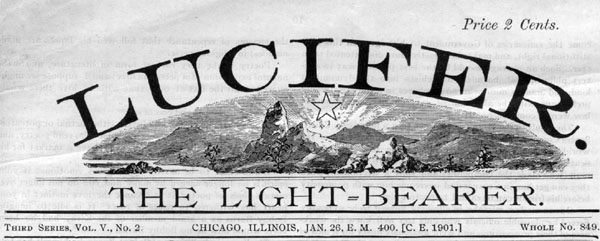
Lucifer the Lightbearer، یک مجله رایگان عشق و علاقه آمریکایی

جریان مهم درون آنارشیسم فردگرایانه آمریکایی عشق آزاد بود. طرفداران عشق رایگان گاهی ریشه خود را به جوشیا وارن و جوامع تجربی برمی‌گشتند و آزادی جنسی را بیان واضح و مستقیم مالکیت شخصی خود می‌دانستند. عشق آزاد به ویژه بر حقوق زنان تأکید می‌کند زیرا بیشتر قوانین جنسی تبعیض آمیز علیه زنان است: به عنوان مثال، قوانین ازدواج و اقدامات ضدبارداری مهم‌ترین ژورنال رایگان عشق آمریکایی، لوسیفر ناقل نور (۱۸۸۳–۱۹۰۷) بود که توسط موسی هارمن و لوئیس وایزبروکر ویرایش شد اما عزرا هیوود و کتاب واژه آنجلا هیوود (۱۸۷۲–۱۸۹۰، ۱۸۹۲–۱۸۹۳) نیز وجود داشتند. موسی هارمن لازاروس یک آنارشیست فردگرا مهم آمریکایی بود که عشق آزادانه را تبلیغ می‌کرد.
هاچینز هاپگود روزنامه‌نگار، نویسنده، آنارشیست فردگرا و آنارشیست فلسفی آمریکایی بود که در محیط بوهمی در حوالی آغاز قرن بیستم شهر نیویورک بسیار شناخته شده بود. او مدافع عشق آزاد و مرتکب زنا بود. هاپگود پیرو فیلسوفان آلمانی ماکس استیرنر و فریدریش نیچه بود.
به گفته هارمن، مأموریت Lucifer the Lightbearer کمک به زن برای شکستن زنجیرهایی بود که قرن‌ها او را به بند قانون ساخت انسان، معنوی، اقتصادی، صنعتی، اجتماعی و به‌ویژه جنسی بسته بود، و معتقد بود که تا زن احساس مسئولیت خود را در تمام زمینه‌های تلاش بشر، و به ویژه در زمینه‌های خاص خود، که از جمله تولید مثل نژاد است، ایجاد کرده‌است. اگر پیشرفت واقعی در جهت تمدن بالاتر و واقعی وجود داشته باشد، این نام به این دلیل انتخاب شده‌است که لوسیفر نام باستانی ستاره صبح که اکنون ناهید نامیده می‌شود، به نظر ما فراتر از این به عنوان یک مجله شناخته می‌شود که مأموریت آن نور دادن به ساکنان در تاریکی است. در فوریه ۱۸۸۷، سردبیران و ناشران لوسیفر پس از آنکه مجله قانون کامستاک را به خاطر انتشار نامه ای در محکومیت رابطه جنسی اجباری در ازدواج، که نویسنده آن را تجاوز به عنف دانست دستگیر کردند. قانون کامستاک به‌طور خاص بحث عمومی، چاپ شده در مورد هر موضوعی را که ناپسند، شرور، یا شرارت آمیز تلقی می‌شد، ممنوع کرد و بحث در مورد تجاوز جنسی، اگرچه یک موضوع جنایی بود، اما ناپسند تلقی می‌شد. سرانجام یک وکیل دادگستری توپکا ۲۰۱۶ کیفرخواست صادر کرد. در فوریه ۱۸۹۰، هارمن، که اکنون تنها تولیدکننده لوسیفر است، دوباره به اتهامات ناشی از مقاله مشابهی که توسط یک پزشک نیویورکی نوشته شده بود، دستگیر شد. در نتیجه اتهامات اصلی، هارمن بخشهای زیادی از شش سال آینده را در زندان می‌گذراند. در سال ۱۸۹۶، لوسیفر به شیکاگو منتقل شد. با این حال، آزار و اذیت قانونی ادامه یافت. سرویس پستی ایالات متحده تعداد زیادی از مجله را توقیف و منهدم کرد و در ماه مه ۱۹۰۵، هارمن بار دیگر به جرم توزیع دو مقاله، یعنی سؤال پدرانه و افکار بیشتر دربارهٔ سکسولوژی توسط سارا کریست کمپبل، دستگیر و محکوم شد. با تحمل یک سال کار سخت، وضعیت سلامتی سردبیر ۷۵ ساله بسیار بدتر شد. لوسیفر پس از ۲۴ سال تولید، در سال ۱۹۰۷ انتشار خود را متوقف کرد و به عنوان مجله علمی ترکیبی در آمریکا شناخته شد. آنها همچنین مخالفان زیادی داشتند و پس از آنکه دادگاه تشخیص داد مجله‌ای که وی منتشر می‌کند طبق قانون معروف بدنام تجارت، دو سال در زندان بود، موسی هارمن در زندان به سر برد. به ویژه دادگاه به سه نامه به سردبیر اعتراض کرد، در یکی از نامه‌ها وضعیت زنی که توسط شوهرش مورد تجاوز قرار گرفته بود، بخیه‌های عمل اخیر پس از زایمان سخت پاره شد و خونریزی شدیدی داشت. در این نامه از عدم مراجعه قانونی زن ابراز تاسف شده‌است. عزرا هیوود که پیش از این به دلیل جزوه حمله به ازدواج تحت پیگرد قانونی قانون تجارت تحت پیگرد قانونی قرار گرفته بود، در همبستگی با هارمن نامه را چاپ کرد و همچنین دستگیر و به دو سال زندان محکوم شد.

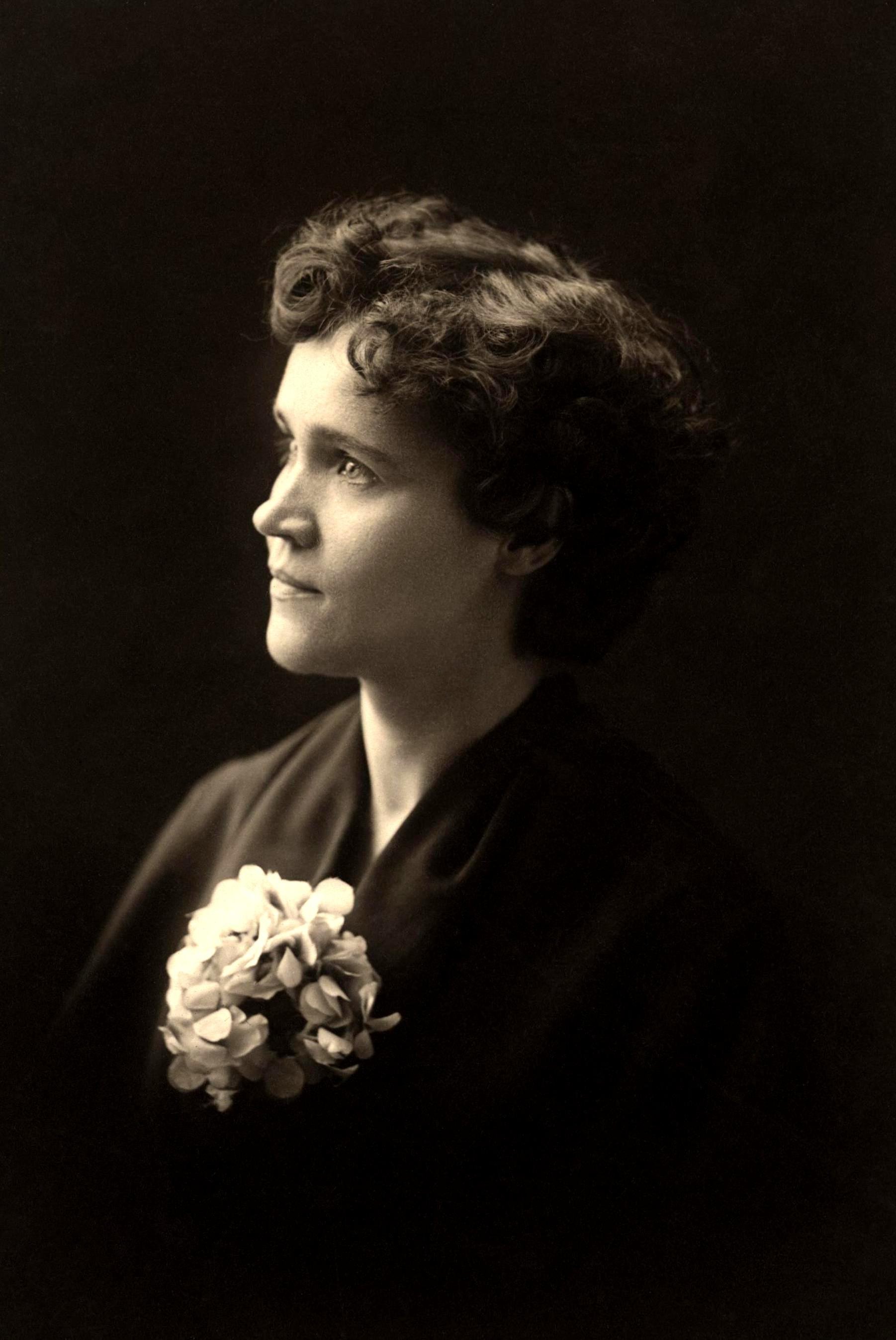
ولترین دو کلیر، فعال و نویسنده آزاداندیش و فمینیست آمریکایی

فلسفه هیوود از طریق پیمایش گسترده و تجدید چاپ آثار جوزیا وارن، نویسنده کتاب تمدن واقعی (۱۸۶۹) و ویلیام بی گرین، در پیشبرد اندیشه‌های آنارشیستی فردگرا بسیار مثر بود. در یک کنوانسیون لیگ اصلاحات کارگری نیوانگلند در بوستون، هیوود گرین و وارن را به ناشر نهایی لیبرتی بنیامین تاکر معرفی کرد. هیوود نتیجه تمدید نامتناسب سرمایه در دست عده معدودی را نتیجه تمدید انتخابی امتیازات مورد حمایت دولت به افراد و سازمانهای خاص دانست. Word یک مجله عشق آزاد آنارشیست فردگرا بود که توسط عزرا هیوود و Angela Heywood ویرایش می‌شد و اولین بار از پرینستون، ماساچوست منتشر شد. عنوان Word تحت عنوا «یک ماهنامه اصلاحات» بود و شامل مشارکت‌های جوشیا وارن، بنیامین تاکر و جی کی اینگلز بود. در ابتدا، The Word عشق رایگان را به عنوان موضوعی جزئی ارائه می‌داد که در قالب اصلاحات کار بیان می‌شد. اما بعداً این نشریه به یک نشریه کاملاً رایگان عشق تبدیل شد. در برخی از مواقع، تاکر یکی از مشارکت‌کنندگان مهم شد اما بعداً از تمایل ژورنال به عشق آزاد ناراضی شد زیرا خواستار تمرکز در اقتصاد بود. در مقابل، رابطه تاکر با هیوود از هم دورتر شد. با این حال، هنگامی که هیوود به دلیل جایگاه حمایت از بارداری خود از اوت تا دسامبر ۱۸۷۸ تحت قوانین Comstock زندانی شد، تاکر رادیکال ریویو را کنار گذاشت تا ویراستاری کتاب Heywood را بر عهده گیرد. پس از آزادی هیوود از زندان، ورد آشکارا به یک مجله رایگان عشق تبدیل شد. این قانون را با چاپ مواد ضدبارداری و بحث و گفتگوی آشکار در مورد مسائل جنسی زیر پا گذاشت. عدم پذیرش تاکر از این سیاست ناشی از اعتقاد وی به این بود که «برای تأثیرگذاری لیبرتی، باید اولین کاربرد خود را در حوزه اقتصاد پیدا کند».
ME Lazarus یک آنارشیست فردگرای آمریکایی از گانترزویل، آلاباما بود. او نویسنده چندین مقاله و جزوه آنارشیست از جمله Land Tenure: Anarchist View (1889) است. یک جمله معروف از لازاروس این است: هر رای به یک دفتر حکومتی ابزاری برای بردگی من است. لازاروس همچنین یک مشارکت فکری در فوریه گرایی و جنبش عشق آزاد در دهه ۱۸۵۰ بود، یک گروه اصلاح اجتماعی که خواستار لغو ازدواج نهادینه شده در شکل شدید آن بود.
اندیشه آزاد به عنوان موضع فلسفی و فعالیت در آنارشیسم فردگرایانه آمریکای شمالی مهم بود. در ایالات متحده آزاداندیشی اساساً یک جنبش ضد مسیحی، ضد روحانیت بود و هدف آن این بود که فرد بتواند از نظر سیاسی و معنوی فرد را در تصمیم‌گیری در مورد مسائل مذهبی آزاد کند. تعدادی از عوامل لیبرتی از چهره‌های برجسته هم در آزاداندیشی و هم در آنارشیسم بودند. آنارشیست فردگرا، جورج مک دونالد، یکی از سردبیران Freethought و برای مدتی، جستجوگر حقیقت بود. EC Walker از سردبیران مجله آزاداندیشی / عشق لوسیفر، حامل نور بود. بسیاری از آنارشیست‌ها آزاد اندیشان مشتاق بودند؛ چاپ مجدد مقاله‌های آزاداندیشی مانند لوسیفر، ناقل نور، Freethought و حقیقت جستجوگر در آزادی ظاهر شد. . . این کلیسا به عنوان یک متحد مشترک دولت و به عنوان یک نیروی سرکوبگر به خودی خود دیده می‌شد.
ولترین دو کلیر نویسنده و فمینیست آنارشیست آمریکایی بود. او نویسنده و سخنران پرکاری بود، مخالف دولت، ازدواج و سلطه دین در رابطه جنسی و زندگی زنان بود. او فعالیت فعالانه خود را در جنبش آزاداندیشی آغاز کرد. دی کلیر در ابتدا به سمت آنارشیسم فردگرایانه گرایش پیدا کرد اما از طریق دوجانبه گرایی به یک آنارشیسم بدون صفت تبدیل شد. وی معتقد بود هر سیستم قابل قبول است به شرطی که شامل زور نباشد. با این حال، به گفته نویسنده آنارشیست، آیین مک کی، او آرمان‌های کمونیسم بدون دولت را پذیرفت. د کلیر در سخنرانی خود در سال ۱۸۹۵ تحت عنوان برده داری جنسی ، آرمان‌های زیبایی را که زنان را به تحریف بدن و شیوه‌های اجتماعی شدن کودک که نقش‌های غیرطبیعی جنسیتی را ایجاد می‌کند، محکوم می‌کند. عنوان این مقاله اشاره به ترافیک در زنان برای مقاصد نمی فحشا، هر چند که نیز ذکر شده، بلکه به قوانین ازدواج اجازه می‌دهد که مردان به تجاوز به زنان خود را بدون عواقب آن. چنین قوانینی باعث می‌شود که «هر زن متأهلی همان چیزی باشد که هست، یک برده پیوند خورده، که نام ارباب خود، نان ارباب خود، دستورات ارباب خود را می‌گیرد و در خدمت علاقه‌های ارباب خود قرار می‌گیرد.»

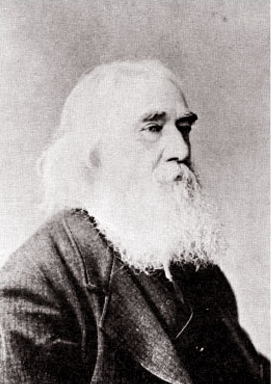
لیساندر اسپونر

آنارشیسم فردگرا در ایالات متحده فضای مهم بحث و توسعه را در آنچه به عنوان آنارشیست‌های بوستون شناخته می‌شود، یافت. حتی در میان فردگرایان آمریکا ۱۹ قرن بود، وجود ندارد دکترین یکپارچه، به عنوان آنها در میان یکدیگر در مورد مسائل مختلف از جمله مخالف مالکیت معنوی حقوق و اختیار در مقابل اموال در زمین است. یک انشعاب بزرگ بعداً در قرن نوزدهم اتفاق افتاد که تاکر و برخی دیگر حمایت سنتی خود از حقوق طبیعی را که توسط لیساندر اسپونر مورد حمایت قرار گرفت رها کردند و به یک خودپرستی که از فلسفه استیرنر الگو گرفته شد، تبدیل شدند. اسپونر علاوه بر فعالیت آنارشیستی فردگرایانه خود، یک فعال ضد برده داری مهم نیز بود و به عضویت انترناسیونال اول درآمد.  برخی از آنارشیست‌های بوستون، از جمله تاکر، خود را سوسیالیست معرفی کردند که در قرن نوزدهم غالباً به معنای تعهد به بهبود شرایط طبقه کارگر (یعنی " مشکل کار ") مورد استفاده قرار گرفت. آنارشیست‌های بوستون مانند تاکر و پیروانش به دلیل مخالفت با ربا تا به امروز سوسیالیست محسوب می‌شوند.

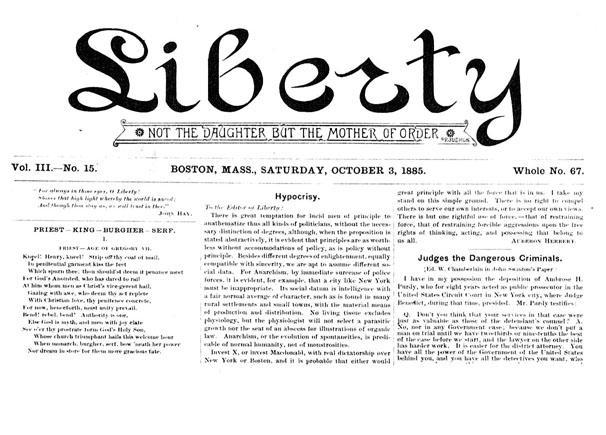
لیبرتی، یک ژورنال انارشیستی فردگرا با نفوذ آمریکایی

لیبرتی یک نشریه آنارشیستی قرن نوزدهم بود که توسط بنیامین تاکر، از اوت ۱۸۸۱ تا آوریل ۱۹۰۸، در ایالات متحده منتشر شد. این نشریه در توسعه و رسمیت بخشیدن به فلسفه آنارشیست فردگرا از طریق انتشار مقالات و به عنوان قالب بحث، نقش مهمی داشت. مشارکت کنندگان شامل بنجامین تاکر، لیساندر اسپونر، اوبرون هربرت، دایر لوم، جوشوا ک اینگالس، جان هنری مکی، ویکتور یاروس، وردزورث دونیستورپ، جیمز ال واکر، جی ویلیام لوید، فلورانس فینچ کلی، ولتارین دو کلیر، استیون تی. بیینگتون، جان بورلی رابینسون، جو لابادی، لیلیان هارمن و هنری اپلتون. جمله ای از سخنان پیر پرودون در سر این مجموعه گنجانده شده‌است که می‌گوید آزادی "نه دختر بلکه مادر نظم" است.

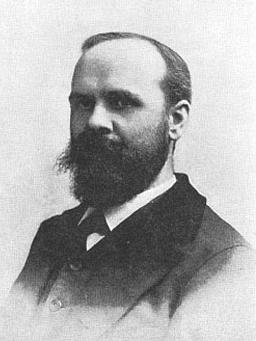
بنیامین تاکر

بعضی از آنارشیست‌های فردگرای آمریکایی بعداً در این دوره مانند بنیامین تاکر مواضع حقوق طبیعی را رها کردند و به آنارشیسم خودخواه ماکس اشتیرنر گرویدند. تاکر با رد ایده حقوق اخلاقی، گفت که فقط دو حق وجود دارد: "حق قدرت" و "حق قرارداد". وی همچنین گفت، پس از روی آوردن به فردگرایی خودخواهانه، "در زمان‌های گذشته … این عادت من بود که با شکوه از حق انسان در زمین صحبت کنم. این یک عادت بد بود، و من مدتها پیش آن را کنار زدم. . . تنها حق انسان در زمین، قدرت او بر آن است. تاکر با اتخاذ خودخواهی اشتیرنریت (۱۸۸۶)، حقوق طبیعی را که مدتها پیش بنیان آزادیخواهی قلمداد می‌شد، رد کرد. این رد، جنبش را به بحثهای شدید واداشت، و طرفداران حقوق طبیعی خودخواهان را به از بین بردن آزادیخواهی خود متهم کردند. این درگیری چنان تلخ بود که تعدادی از طرفداران حقوق طبیعی در اعتراض از صفحه آزادی به عقب‌نشینی پرداختند، حتی اگر تا آن زمان در میان عوامل مکرر آن بودند. پس از آن، لیبرتی از خودخواهی حمایت کرد، گرچه محتوای کلی آن تغییر چشمگیری نکرد.